# Boris Alexandrowitsch Kasanski

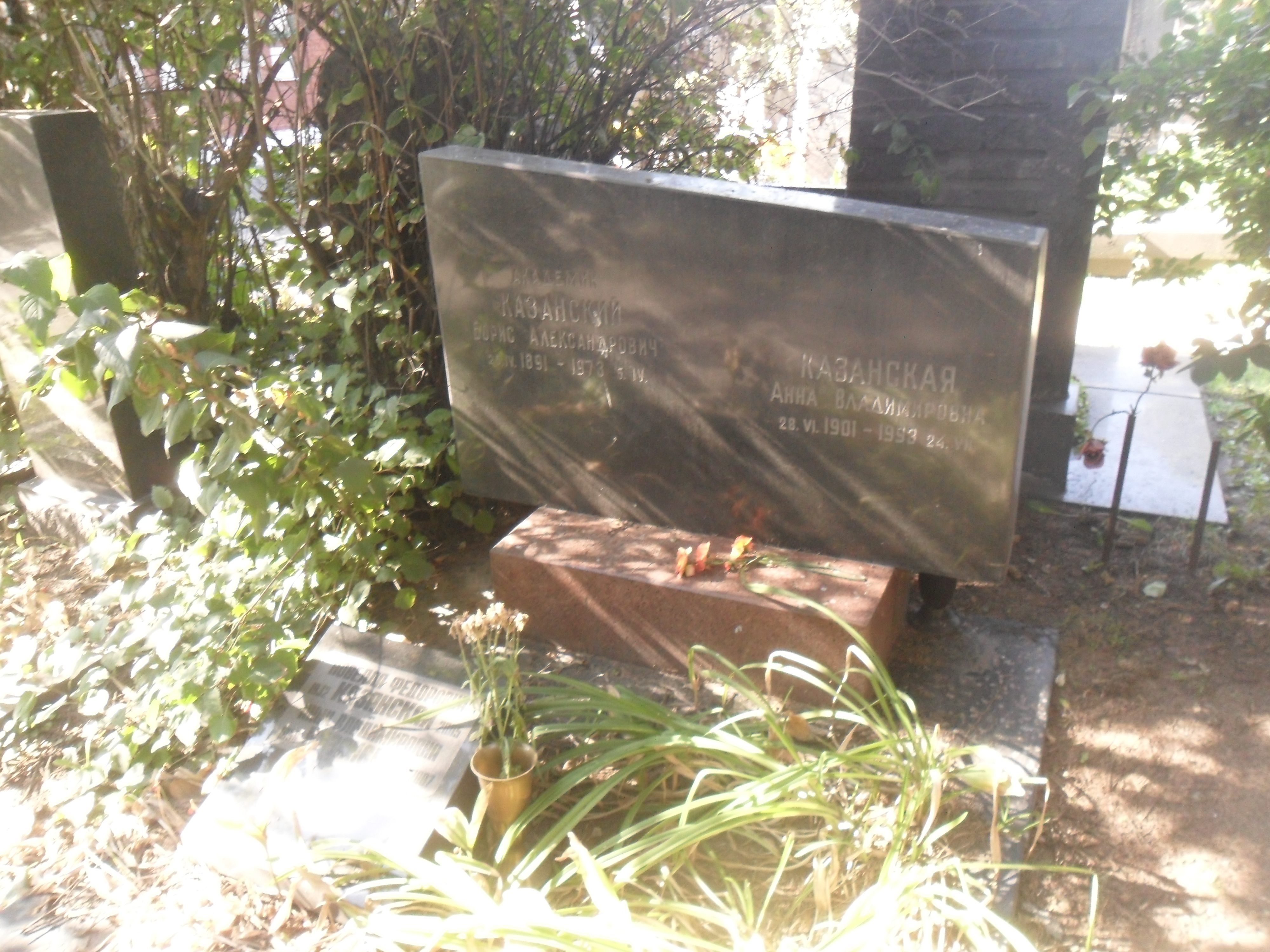
Grab von Kasanski in Moskau

Boris Alexandrowitsch Kasanski, russisch Борис Александрович Казанский, (* 25. April 1891 in Odessa; † 5. April 1973 in Moskau) war ein sowjetischer Chemiker.
Kasanski studierte Chemie an der Lomonossow-Universität mit dem Abschluss 1918. Er wurde dort 1930 Dozent und nach der Habilitation 1935 Professor. 1945 wurde er Professor für Petrochemie und 1950 für organische Katalyse. 1936 gründete er das Labor für katalytische Synthese am Institut für Organische Chemie der Akademie der Wissenschaften und wurde dessen Leiter. 1954 wurde er Direktor des Instituts für Organische Chemie der Akademie der Wissenschaften. 1966 wurde er emeritiert.
Er befasste sich mit Katalyse von Kohlenwasserstoffen. Mit Nikolai Dmitrijewitsch Selinski befasste er sich mit katalytischer Aufspaltung von Cyclopentan-Derivaten. 1936 fand er, dass aliphatische Kohlenwasserstoffe mit platiniertem Kohlenstoff als Katalysator in Aromate überführt werden konnten und 1954, dass Paraffine mit Platin als Katalysator in fünfgliedrige Ringe überführt werden konnten. Er fand katalytische Hydrierungen von alkylierten Aromaten und Olefinen und entwickelte mit Grigori Samuilowitsch Landsberg eine Methode zur Analyse von Benzinen.
1943 wurde er korrespondierendes und 1946 Vollmitglied der Sowjetischen Akademie der Wissenschaften. Er erhielt zahlreiche staatliche Auszeichnungen: den Stalinpreis (1949), den Leninorden (1953, 1969), den Orden des Roten Banners der Arbeit (1945, 1961) und andere.
Sein Grab befindet sich auf dem Nowodewitschi-Friedhof in Moskau.